# Gran Premio degli Stati Uniti d'America-Ovest 1977
Il Gran Premio degli Stati Uniti d'America-Ovest 1977 è stata la quarta prova della stagione 1977 del Campionato mondiale di Formula 1. Si è corsa domenica 3 aprile 1977 sul Circuito di Long Beach. La gara è stata vinta dallo statunitense Mario Andretti su Lotus-Ford Cosworth. Ha preceduto sul traguardo l'austriaco Niki Lauda su Ferrari e il sudafricano Jody Scheckter su Wolf-Ford Cosworth.

## Vigilia

### Sviluppi futuri
A seguito di una visita di una commissione di piloti, tra cui Niki Lauda, venne deciso di non effettuare il Gran Premio di Germania sul Nürburgring, vista la troppa pericolosità della pista. L'AvD, organizzatore della corsa, decise così di spostare l'evento a Hockenheim.

### Aspetti tecnici
A differenza dell'edizione precedente, in cui solo 20 vetture erano state ammesse al via, nel 1977 furono tutte e ventidue le vetture effettivamente presenti a qualificarsi per la gara.

### Aspetti sportivi
Il 18 marzo 1977 Carlos Pace, il pilota brasiliano della Brabham, perì in un incidente aereo presso Mairiporã, città dello stato di San Paolo. Con lui perirono anche il pilota e un altro passeggero. Il corpo, dilaniato, venne riconosciuto tramite le impronte digitali. Al suo posto la Brabham iscrisse Hans-Joachim Stuck, impiegato nel gran premio precedente dalla March. La scelta di Stuck scontentò l'Alfa Romeo, fornitrice dei propulsori alla Brabham, che avrebbe preferito Arturo Merzario.
La March impiegò, in sua sostituzione, Brian Henton (visto anche il perdurare delle condizioni non perfette di Ian Scheckter), che aveva già disputato tre gran premi con la Lotus nel 1975. La Shadow, per sostituire Tom Pryce, deceduto nel corso del gran premio del Sudafrica ingaggiò l'australiano Alan Jones che aveva corso nel 1976 con la Surtees.
A Long Beach fece il suo esordio la scuderia tedesca Auto Technisches Spezialzubehör che schierò Jean-Pierre Jarier su una Penske. Il francese aveva affrontato la stagione precedente con la Shadow. Inizialmente il team tedesco aveva indicato come pilota Hans-Joachim Stuck, passato poi però alla Brabham, in sostituzione di Pace.
Non si presentarono la BRM e la RAM; non si presentò nemmeno la Penthouse Rizla Racing, che aveva iscritto una Hesketh per Rupert Keegan.
Il 19 marzo Enzo Ferrari si dimise da presidente della SEFAC, la società che controllava la Scuderia Ferrari, assieme alla FIAT. Ferrari comunque proseguì l'impegno nella sua scuderia.

## Qualifiche

### Resoconto
La prima giornata di prove iniziò con un ritardo di due ore e mezzo a causa di una sciopero degli addetti alla sistemazione del tracciato, avvenuto nella notte precedente, e causato da motivazioni economiche. Nella sessione di prove fu Jody Scheckter su Wolf a ottenere il tempo migliore, mentre al termine della prima giornata di prove il miglior tempo fu di Mario Andretti, in 1'22"067 su Lotus, che predette Jacques Laffite su Ligier e John Watson su Brabham. Niki Lauda venne penalizzato dalla rottura di una barra di torsione sulla sua Ferrari.
Al sabato le Ferrari migliorarono le loro prestazioni, con Niki Lauda in pole e Carlos Reutemann quarto. Andretti completò la prima fila e Jody Scheckter fu terzo. Per Lauda fu la ventiduesima partenza al palo nel mondiale.

### Risultati
Nella sessione di qualifica si è avuta questa situazione:
| Pos | Nº | Pilota             | Costruttore              | Tempo    | Griglia |
| --- | -- | ------------------ | ------------------------ | -------- | ------- |
| 1   | 11 | Niki Lauda         | Ferrari                  | 1'21"630 | 1       |
| 2   | 5  | Mario Andretti     | Lotus-Ford Cosworth      | 1'21"868 | 2       |
| 3   | 20 | Jody Scheckter     | Wolf-Ford Cosworth       | 1'21"887 | 3       |
| 4   | 12 | Carlos Reutemann   | Ferrari                  | 1'22"260 | 4       |
| 5   | 26 | Jacques Laffite    | Ligier-Matra             | 1'22"296 | 5       |
| 6   | 7  | John Watson        | Brabham-Alfa Romeo       | 1'22"372 | 6       |
| 7   | 28 | Emerson Fittipaldi | Fittipaldi-Ford Cosworth | 1'22"382 | 7       |
| 8   | 1  | James Hunt         | McLaren-Ford Cosworth    | 1'22"529 | 8       |
| 9   | 34 | Jean-Pierre Jarier | Penske-Ford Cosworth     | 1'22"611 | 9       |
| 10  | 3  | Ronnie Peterson    | Tyrrell-Ford Cosworth    | 1'22"655 | 10      |
| 11  | 19 | Vittorio Brambilla | Surtees-Ford Cosworth    | 1'22"659 | 11      |
| 12  | 4  | Patrick Depailler  | Tyrrell-Ford Cosworth    | 1'22"675 | 12      |
| 13  | 22 | Clay Regazzoni     | Ensign-Ford Cosworth     | 1'22"762 | 13      |
| 14  | 17 | Alan Jones         | Shadow-Ford Cosworth     | 1'23"056 | 14      |
| 15  | 2  | Jochen Mass        | McLaren-Ford Cosworth    | 1'23"231 | 15      |
| 16  | 6  | Gunnar Nilsson     | Lotus-Ford Cosworth      | 1'23"384 | 16      |
| 17  | 8  | Hans-Joachim Stuck | Brabham-Alfa Romeo       | 1'23"811 | 17      |
| 18  | 10 | Brian Henton       | March-Ford Cosworth      | 1'24"036 | 18      |
| 19  | 18 | Hans Binder        | Surtees-Ford Cosworth    | 1'24"173 | 19      |
| 20  | 16 | Renzo Zorzi        | Shadow-Ford Cosworth     | 1'24"357 | 20      |
| 21  | 30 | Brett Lunger       | March-Ford Cosworth      | 1'24"979 | 21      |
| 22  | 9  | Alex-Dias Ribeiro  | March-Ford Cosworth      | 1'25"080 | 22      |

## Gara

### Resoconto
La temperatura dell'aria era di ben 38 °C alla partenza. Al semaforo, Jody Scheckter partì bene dalla seconda fila, superando sia Niki Lauda che Mario Andretti, e passò primo alla prima curva, seguito da Lauda. Carlos Reutemann fu anch'esso protagonista di una buona partenza e si mise subito alle spalle di Andretti. La staccata dell'argentino fu però troppo lunga alla curva 1, uscì largo e venne così sfilato da tutta la compagnia. Andretti evitò il tamponamento con il ferrarista e si accodò ai primi due. La manovra dell'argentino gettò però lo scompiglio fra le vetture che seguivano.

James Hunt colpì con la posteriore destra di John Watson con la sua anteriore sinistra, la sua vettura venne sollevata da terra, tanto da mostrare tutto il suo fondo a Watson. Ricadendo, fu sfiorato da Reutemann e Brambilla e finì sulla via di fuga. Hunt fu capace di tornare ai box e, sebbene la sospensione fosse danneggiata, proseguì e finì col perdere la zona punti per soli due secondi.

Al termine del primo giro, dietro al trio composto da Jody Scheckter, Mario Andretti e Niki Lauda, si trovarono Jacques Laffite, John Watson, Emerson Fittipaldi, Jean-Pierre Jarier e Alan Jones e Patrick Depailler. Nel corso del secondo giro Jarier venne passato sia da Jones che da Depailler.
I tre battistrada, Scheckter, Andretti e Lauda continuarono la battaglia ingaggiata già nelle prove, con il sudafricano che guidava con un vantaggio di un secondo e sette decimi dopo 3 tornate. Al quarto giro Lauda pressò Andretti e tentò di passarlo al hairpin, al termine del lungo rettilineo. L'austriaco bloccò le ruote nel tentativo di passare Andretti ma finì per colpire la vettura dell'italo-americano. La Ferrari dell'austriaco subì così dei danni: Lauda soffrirà di vibrazioni per tutto l'arco della gara. Nel giro 3, intanto, Watson si era installato al quarto posto, dopo un sorpasso su Laffite. Tre giri dopo Depailler passò anche Emerson Fittipaldi, e si posizionò al sesto posto.
Jody Scheckter mantenne un piccolo margine rispetto ad Andretti e Lauda; dopo 25 giri, Andretti era a 2"5 mentre Lauda a 4 secondi. Sebbene spesso avessero dovuto affrontare dei doppiaggi, i tre non persero mai contatto fra loro per più di mezzo giro. Il circuito di Long Beach non richiedeva particolare capacità aerodinamica, e la nuova Lotus, con il suo buon profilo aerodinamico, non poteva raggiungere la velocità della Wolf sul rettilineo; Andretti così si avvicinava nelle curve ma non trovava il modo di passare il sudafricano.
Mario Andretti affermò qualche tempo dopo:
Al diciassettesimo giro, Watson, quarto, perse diverse posizioni, finendo fuori dalla zona dei punti. Pochi giri dopo Alan Jones passava Fittipaldi, entrando in zona punti. La classifica vedeva, dietro a Scheckter-Andretti-Lauda, Jacques Laffite, Patrick Depailler, Alan Jones, Emerson Fittipaldi, Gunnar Nilsson, Jean-Pierre Jarier e Ronnie Peterson.
Le posizioni rimasero immutate per diversi giri, fino al giro 40, quando Jones fu costretto al ritiro per un guasto al cambio. nel frattempo James Hunt stava compiendo una poderosa rimonta che lo portò in nona posizione.

Al giro 58, il tempo sul giro di Scheckter improvvisamente aumentò di due secondi, e quando passò davanti ai box, il sudafricano indicò la anteriore destra, che si stava lentamente dechappando. Scheckter decise di non cambiarla e guidare più velocemente che poteva. Per 18 giri, Scheckter ingaggiò una disperata battaglia con Mario Andretti che tentava di sorpassarlo mentre la gomma stava ormai cedendo.

Jody Scheckter dichiarò:
Al giro 77, Mario Andretti infine superò la Wolf all'hairpin. Lauda, al termine del Gran Premio, accusò Andretti di aver passato il sudafricano in regime di bandiere gialle.
Niki Lauda recuperava oltre un secondo ai rivali in lotta, e nel settantottesimo giro superò anch'egli Scheckter, portandosi a meno di un secondo da Andretti. Mario Andretti però riuscì a spuntarla, anche se solo con 77 centesimi sul ferrarista. Scheckter fu comunque terzo, mentre quarto fu Patrick Depailler sulla Tyrrell che sfruttò il ritiro di Jacques Laffite, al giro 78, per un guasto al cambio.
Per la prima volta un pilota statunitense vinse la gara di casa (escluse le edizioni della 500 Miglia di Indianapolis valide per il mondiale); fu anche la prima di una vettura che sfruttava l'effetto suolo, la Lotus 78.

### Risultati
I risultati del gran premio sono i seguenti:
| Pos | No | Pilota             | Costruttore              | Giri | Tempo/Ritiro       | Pos.Griglia | Punti |
| --- | -- | ------------------ | ------------------------ | ---- | ------------------ | ----------- | ----- |
| 1   | 5  | Mario Andretti     | Lotus-Ford Cosworth      | 80   | 1:51'35"470        | 2           | 9     |
| 2   | 11 | Niki Lauda         | Ferrari                  | 80   | + 0"773            | 1           | 6     |
| 3   | 20 | Jody Scheckter     | Wolf-Ford Cosworth       | 80   | + 4"857            | 3           | 4     |
| 4   | 4  | Patrick Depailler  | Tyrrell-Ford Cosworth    | 80   | + 1'14"487         | 12          | 3     |
| 5   | 28 | Emerson Fittipaldi | Fittipaldi-Ford Cosworth | 80   | + 1'20"908         | 7           | 2     |
| 6   | 34 | Jean-Pierre Jarier | Penske-Ford Cosworth     | 79   | + 1 giro           | 9           | 1     |
| 7   | 1  | James Hunt         | McLaren-Ford Cosworth    | 79   | + 1 giro           | 8           |       |
| 8   | 6  | Gunnar Nilsson     | Lotus-Ford Cosworth      | 79   | + 1 giro           | 16          |       |
| 9   | 26 | Jacques Laffite    | Ligier-Matra             | 78   | Problemi elettrici | 5           |       |
| 10  | 10 | Brian Henton       | March-Ford Cosworth      | 77   | + 3 giri           | 18          |       |
| 11  | 18 | Hans Binder        | Surtees-Ford Cosworth    | 77   | + 3 giri           | 19          |       |
| Rit | 3  | Ronnie Peterson    | Tyrrell-Ford Cosworth    | 62   | Alimentazione      | 10          |       |
| Rit | 22 | Clay Regazzoni     | Ensign-Ford Cosworth     | 57   | Cambio             | 13          |       |
| Rit | 8  | Hans-Joachim Stuck | Brabham-Alfa Romeo       | 53   | Freni              | 17          |       |
| Rit | 17 | Alan Jones         | Shadow-Ford Cosworth     | 40   | Cambio             | 14          |       |
| Rit | 2  | Jochen Mass        | McLaren-Ford Cosworth    | 39   | Vibrazioni         | 15          |       |
| SQ  | 7  | John Watson        | Brabham-Alfa Romeo       | 33   | Aiuto esterno      | 6           |       |
| Rit | 16 | Renzo Zorzi        | Shadow-Ford Cosworth     | 27   | Cambio             | 20          |       |
| Rit | 9  | Alex-Dias Ribeiro  | March-Ford Cosworth      | 15   | Cambio             | 22          |       |
| Rit | 12 | Carlos Reutemann   | Ferrari                  | 5    | Incidente          | 4           |       |
| Rit | 30 | Brett Lunger       | March-Ford Cosworth      | 4    | Incidente          | 21          |       |
| Rit | 19 | Vittorio Brambilla | Surtees-Ford Cosworth    | 0    | Incidente          | 11          |       |

## Statistiche

### Piloti
- 3ª vittoria per Mario Andretti;
- 10º giro più veloce per Niki Lauda;
- 50º Gran Premio per John Watson e Jochen Mass;

### Costruttori
- 69ª vittoria per la Lotus;
- 225° podio per la  Ferrari;
- 100º Gran Premio per la  March;

### Motori
- 98ª vittoria per il motore  Ford Cosworth;
- 225° podio per il motore  Ferrari;

### Pneumatici
- 93ª vittoria per gli pneumatici  Goodyear;

### Giri in testa
- Jody Scheckter (1-76);
- Mario Andretti (77-80);

## Classifiche

### Piloti
| Pos | Pilota             | Punti |
| --- | ------------------ | ----- |
| 1   | Jody Scheckter     | 19    |
| =   | Niki Lauda         | 19    |
| 3   | Carlos Reutemann   | 13    |
| 4   | Mario Andretti     | 11    |
| 5   | James Hunt         | 9     |
| 6   | Emerson Fittipaldi | 8     |
| 7   | Patrick Depailler  | 7     |
| 8   | Carlos Pace        | 6     |
| 9   | Gunnar Nilsson     | 2     |
| =   | Jochen Mass        | 2     |
| 11  | Clay Regazzoni     | 1     |
| =   | Renzo Zorzi        | 1     |
| =   | John Watson        | 1     |
| =   | Jean-Pierre Jarier | 1     |

### Costruttori
| Pos | Costruttore              | Punti |
| --- | ------------------------ | ----- |
| 1   | Ferrari                  | 28    |
| 2   | Wolf-Ford Cosworth       | 19    |
| 3   | Lotus-Ford Cosworth      | 13    |
| 4   | McLaren-Ford Cosworth    | 9     |
| 5   | Fittipaldi-Ford Cosworth | 8     |
| 6   | Brabham-Alfa Romeo       | 7     |
| =   | Tyrrell-Ford Cosworth    | 7     |
| 8   | Ensign-Ford Cosworth     | 1     |
| =   | Shadow-Ford Cosworth     | 1     |
| =   | Penske-Ford Cosworth     | 1     |